# Ôn thi

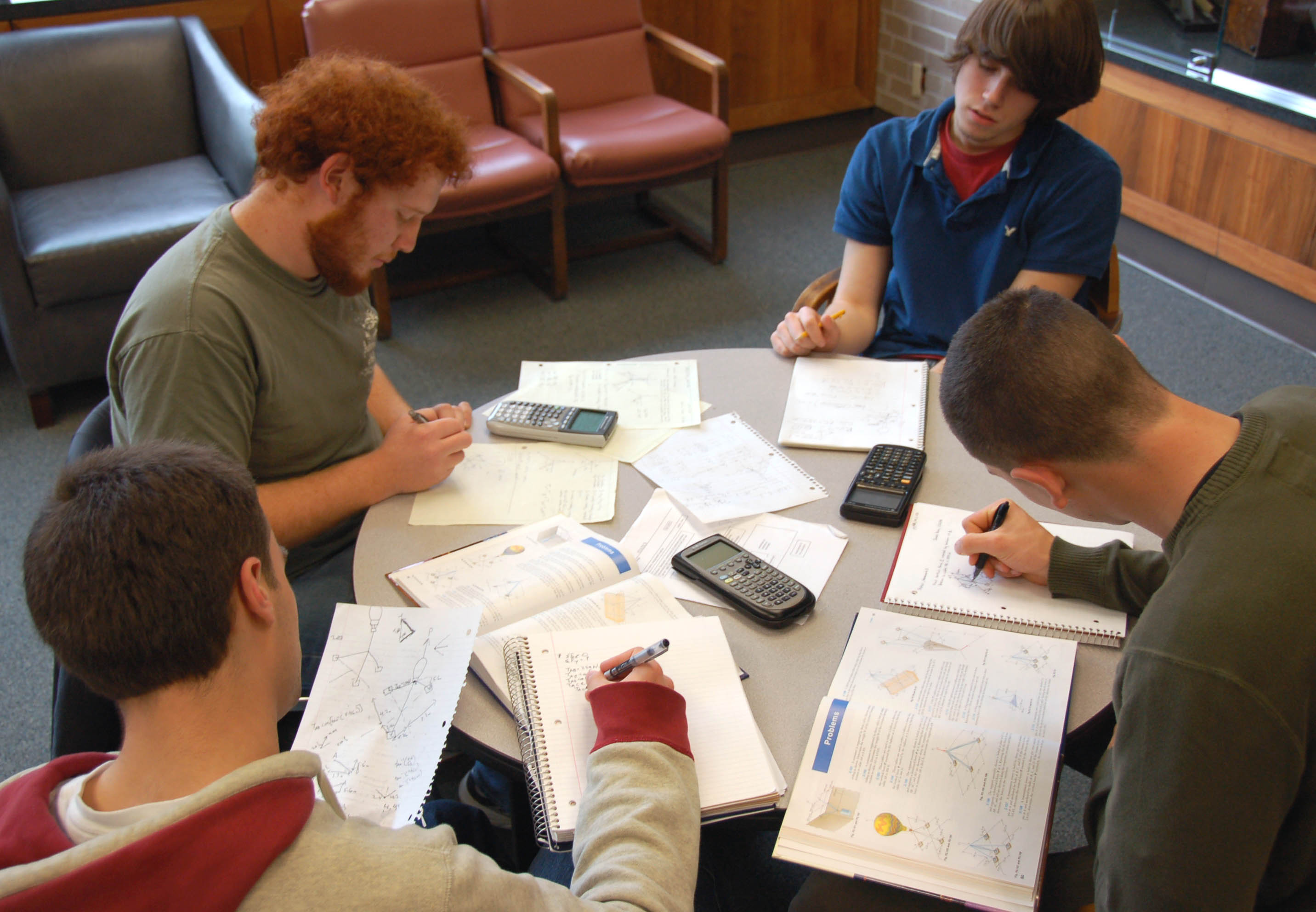
Một nhóm học sinh/sinh viên đang cùng nhau ôn thi

Ôn thi, ôn tập hay luyện thi là quá trình học và luyện lại những điều đã học để nhớ, để nắm chắc kiến thức. Trong quá trình ôn thi, các dịch vụ mang tính giáo dục như là khóa học, gia sư, tài liệu, công cụ học tập được thiết kế để nâng cao hiệu suất của học sinh để thực hiện tốt các "kỳ thi chuẩn hóa". Kỳ thi chuẩn hóa gồm các bài thi thuộc kỳ thi tuyển sinh được sử dụng để chọn lựa người đạt yêu cầu vào các tổ chức giáo dục đại học và đào tạo sau đại học, chọn lựa nhân tài để tham gia học chương trình giáo dục năng khiếu, thi chuyển cấp... 

## Một số lựa chọn ôn tập
Có nhiều hình thức và cách thức ôn thi mà học sinh có thể sử dụng trong quá trình chuẩn bị cho các kỳ thi chuẩn hóa, như là dùng flashcard, vẽ bản đồ tư duy, thi thử, học nhóm, làm đề cương (hướng dẫn học), gia sư, thậm chí đi học thêm, đến các lò luyện thi,...